# Ansignan
Ansignan (okzitanisch: Ansinhan) ist eine südfranzösische Gemeinde mit 168 Einwohnern (Stand 1. Januar 2022) im Département Pyrénées-Orientales in der Region Okzitanien.

## Geografie
Ansignan liegt auf einem etwa 250 Meter hoch gelegenen Hügel im geographischen Zentrum des nordkatalonischen Fenouillèdes, etwa 43 Kilometer (Fahrtstrecke) in westlicher Richtung von Perpignan entfernt. Die Kantonshauptstadt Saint-Paul-de-Fenouillet liegt etwa neun Kilometer nördlich. Auf dem Gemeindegebiet mündet die Desix in den Agly. Das Gemeindegebiet ist Teil des Regionalen Naturparks Corbières-Fenouillèdes.

## Politik

### Bürgermeister

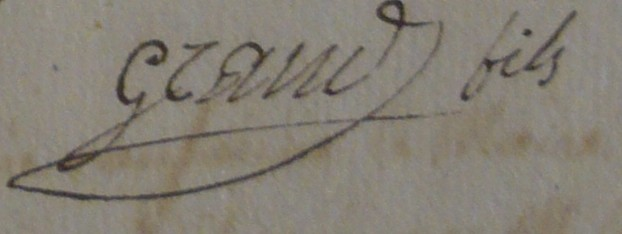
Unterschrift des Bürgermeisters Joseph Grand (Junior) im Jahr 1815

| Name                  | Amtsdauer |
| --------------------- | --------- |
| Joseph Grand          | 1792–1795 |
| Pierre Grand          | 1795–1799 |
| Marc Babulet          | 1799–1801 |
| Joseph Grand          | 1801–1813 |
| Joseph Grand (Junior) | 1813–1815 |
| Jean Raspaud          | 1815–1816 |
| Pierre Barbaza        | 1816–1835 |
| Jacques Gandou        | 1835–1841 |
| Jean-Baptiste Fage    | 1841–1846 |
| Joseph Pratx          | 1846–1850 |
| Saturnin Carol        | 1850–1850 |
| Joseph Merou          | 1850–1850 |
| Pierre Estève         | 1850–1851 |
| Joseph Barbaza        | 1851–1852 |
| Pierre Estève         | 1852–1856 |
| François Bascou       | 1856–1865 |
| Pierre Vaysse         | 1865–1876 |
| Joseph Barbaza        | 1876–1884 |
| André Gelly           | 1884–1888 |
| Jean-François Dauliac | 1888–1895 |
| Pierre Pech           | 1895–1908 |
| Célestin Calvet       | 1908–1912 |
| Joseph Jeantet        | 1912–1929 |
| Jacques-Louis Pech    | 1929–1935 |
| Etienne Bascou        | 1935–1977 |
| Guy Barbaza           | 1977–1999 |
| Guy Audouy            | 1999–2001 |
| Mauricette Pelissier  | 2001–2014 |
| Jean-Pierre Pilart    | 2014–     |

## Bevölkerungsentwicklung
| Jahr      | 1968 | 1975 | 1982 | 1990 | 1999 | 2006 |
| Einwohner | 259  | 225  | 194  | 212  | 198  | 181  |

Im 19. Jahrhundert hatte der Ort konstant zwischen 250 und 300 Einwohnern. Die Reblauskrise im Weinbau und die Mechanisierung der Landwirtschaft führten seitdem zu einem Rückgang der Einwohnerzahlen.

## Wirtschaft
In der waldreichen Umgebung des Fenouillèdes wird in geringem Maße Land- und Forstwirtschaft sowie Weinbau betrieben. Die Weine dienen dem Eigenbedarf oder werden über die Appellation Côtes du Roussillon vermarktet. Daneben spielt auch der Wander- und Ferientourismus sowie die Vermietung von Ferienhäusern (gîtes) eine wichtige Rolle für das Wirtschaftsleben des Ortes.

## Geschichte
Der heutige Ort Ansignan war sicherlich nicht der Endpunkt der römischen Wasserleitung, denn in der näheren Umgebung wurden kaum Funde aus römischer Zeit gemacht. Bis zum Jahr 870 gehörte das Fenouillèdes noch zur historischen Grafschaft Razès, danach kam es in den Besitz der Grafen der Cerdagne. Im 11. Jahrhundert gehörte es zur Abtei Saint-Michel-de-Cuxa. Die erste Erwähnung Ansignans stammt aus dem Jahr 1012 (villa ansiniano); zu dieser Zeit existierte bereits die kleine – heute etwas abseits des Ortes stehende – Kirche. Vom 15. Jahrhundert bis zur Französischen Revolution gehörte der Ort zur Grundherrschaft der Familie Vivier.

## Sehenswürdigkeiten

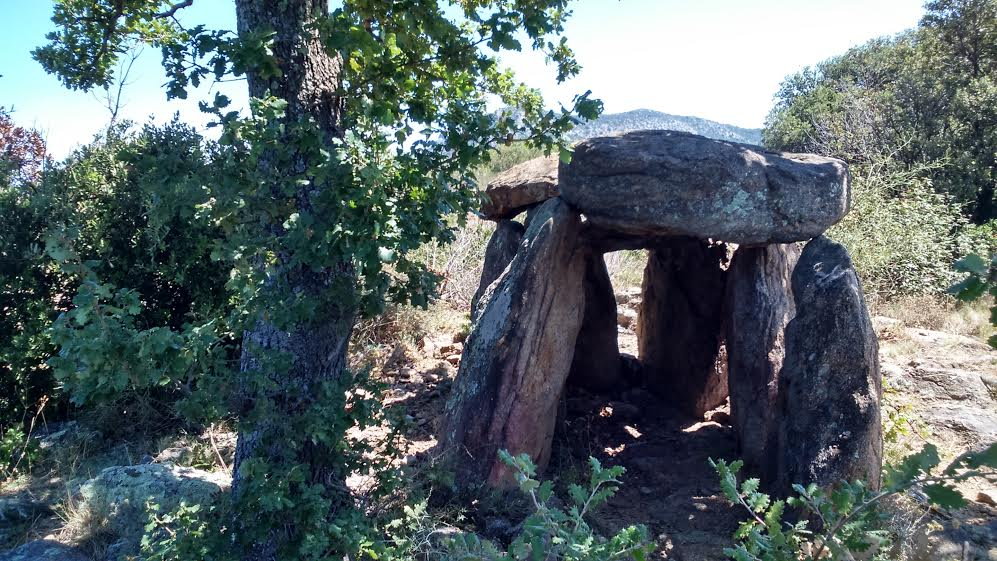
Dolmen de la Rouyre

- Die Reste des Dolmen de la Rouyre aus der Zeit der Megalithkultur liegen etwa 500 Meter westlich des Dorfes; noch zwei Kilometer weiter westlich stehen die Reste von zwei weiteren Dolmen. Etwa zwei Kilometer südlich von Ansignan, nördlich vom Dorf Trilla, befinden sich der Dolmen von Las Apostados und der Dolmen von Las Colombinos.

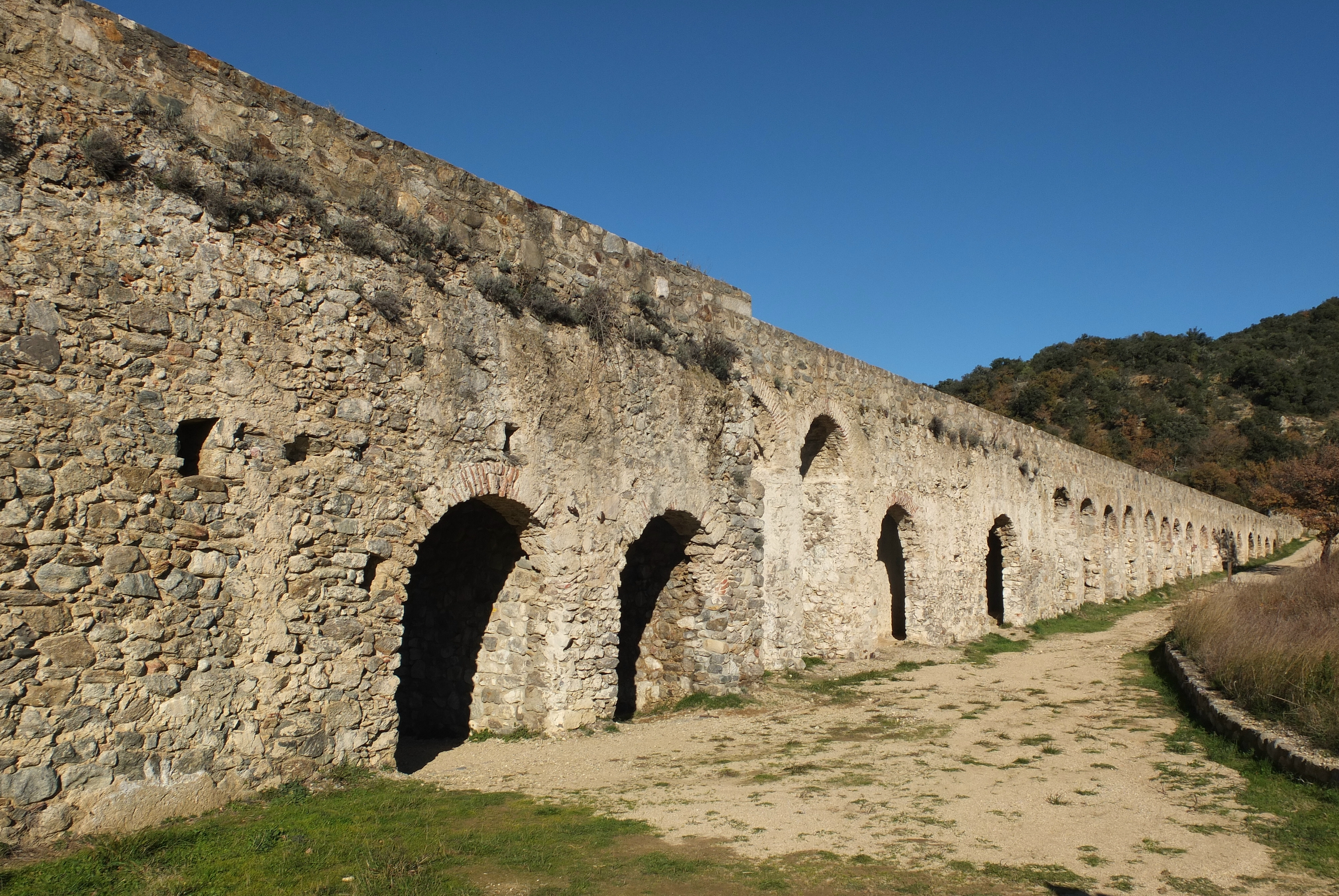
Aquädukt von Ansignan

- Bedeutendste Sehenswürdigkeit von Ansignan ist der römische Aquädukt, der etwa 500 Meter nördlich des Orts den kleinen Fluss Agly überquert, der allerdings nach einem starken Gewitterregen oder nach tagelang andauerndem Dauerregen enorm anschwellen und kurzzeitig eine Breite von 20 bis 30 Metern erreichen kann. Aus diesem Grund, aber vor allem aus Gründen der Materialersparnis setzten die Römer im 3. Jahrhundert die etwa 170 Meter lange Wasserleitung auf eine Vielzahl von Stützbögen – insgesamt sind es 29. Die geringe Bogenhöhe von maximal 12 Metern machte horizontale Querverbindungen – wie sie an den bekannteren römischen Aquädukten (Pont du Gard, Segovia, Mérida u. a.) vorkommen – überflüssig. Spuren von mittelalterlichen Restaurierungen zeigen, dass der Aquädukt bis ins 13./14. Jahrhundert genutzt wurde. Auch heute noch sammelt sich manchmal Wasser in der durch Kalksinter abgedichteten und ehedem von Steinplatten bedeckten, heute aber offenen Rinne. Bis heute kennt man keine antike Stadt in der Umgebung, die die Wasserleitung hätte versorgen können; vielleicht sollte dieser Ort erst noch gebaut werden, was aber in der spätantiken Krisenzeit unterblieb.
- Die Kirche (Oratoire Notre-Dame) von Ansignan stammt aus dem 10./11. Jahrhundert.
- Die neue Kirche Saint-Nazaire wurde wahrscheinlich im 18. Jahrhundert erbaut. Im einschiffigen Innern befinden sich ein einfaches Taufbecken aus dem 12. Jahrhundert, eine schöne Stuckkanzel im Renaissancestil mit den Darstellungen der vier Evangelisten (wahrscheinlich aus der während der Revolutionsjahre aufgelösten Abteikirche von Saint-Paul-de-Fenouillet stammend) sowie mehrere Heiligenstatuen aus Gips aus dem 19. Jahrhundert.